# Petronas

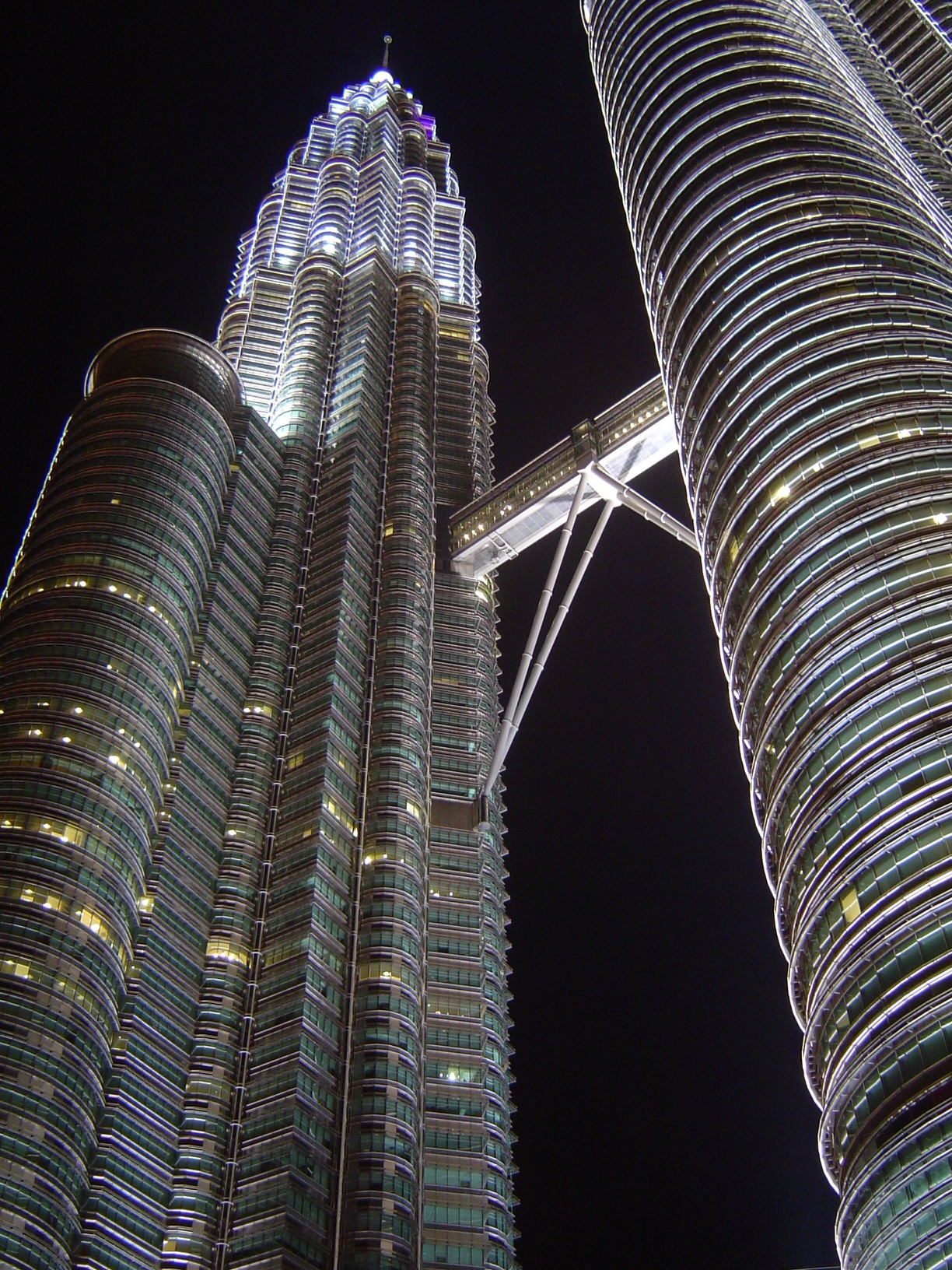
Petronas Twin Towers i Kuala Lumpur i Malaysia.

Petronas, egentligen Petroliam Nasional Berhad, är ett statligt malaysiskt gas- och oljebolag grundat 1974. Petronas är idag ett internationellt oljebolag, med intressen i hela kedjan från utvinning till försäljning genom bensinmackar. Huvudkontoret är beläget i de två höga tvillingtornen i Kuala Lumpur.

## Formel 1
Petronas sponsrade tidigare formel 1-stallen Sauber och BMW Sauber F1 Team, men sponsrar sedan 2010 Mercedes Grand Prix.

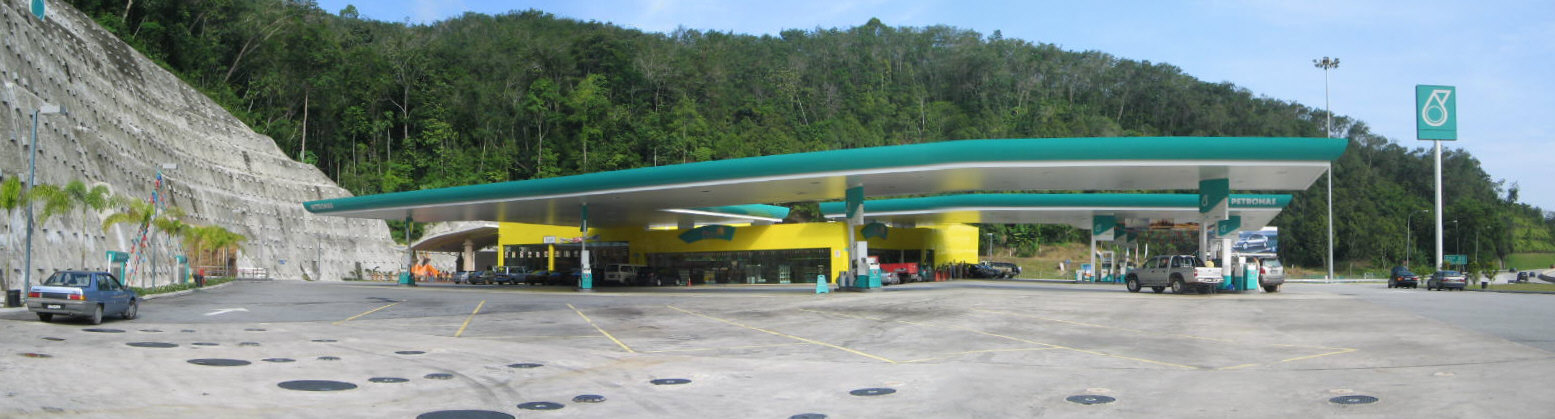
En Petronas-bensinstation i Malaysia